# Umberto Maglioli
Umberto Maglioli, italijanski dirkač Formule 1, * 5. junij 1928, Bioglio, Vercelli, Italija, † 7. februar 1999, Monza, Italija.
Umberto Maglioli je pokojni italijanski dirkač Formule 1, kjer je debitiral v sezoni 1953, ko je nastopil le na domači in zadnji dirki sezone za Veliko nagrado Italije, kjer je osvojil osmo mesto. V sezoni 1954 je nastopil na treh dirkah in na Veliki nagradi Italije je osvojil tretje mesto, kar je njegova najboljša uvrstitev v karieri, ki jo je ponovil še na Veliki nagradi Argentine v naslednji sezoni 1955. V sezoni 1956 je nastopil še na treh dirkah, v sezoni 1957 pa le na eni, toda na vseh je odstopil, po koncu sezone 1957 pa ni nikoli več dirkal v Formuli 1. Leta 1999 je umrl v Monzi.

## Popolni rezultati Formule 1
(legenda) (odebeljene dirke pomenijo najboljši štartni položaj, poševne pa najhitrejši krog, †-uvrščen kljub odstopu)
| Leto | Moštvo                    | Šasija           | Motor               | 1     | 2   | 3   | 4   | 5   | 6       | 7       | 8       | 9     | Prv | Toč  |
| ---- | ------------------------- | ---------------- | ------------------- | ----- | --- | --- | --- | --- | ------- | ------- | ------- | ----- | --- | ---- |
| 1953 | Scuderia Ferrari          | Ferrari 553      | Ferrari Straight-4  | ARG   | 500 | NIZ | BEL | FRA | VB      | NEM     | ŠVI     | ITA 8 | -   | 0    |
| 1954 | Scuderia Ferrari          | Ferrari 625      | Ferrari Straight-4  | ARG 9 | 500 | BEL | FRA | VB  | NEM     |         | ITA 3   | ŠPA   | 18. | 2    |
| 1954 | Scuderia Ferrari          | Ferrari 553      | Ferrari Straight-4  |       |     |     |     |     |         | ŠVI 7   |         |       | 18. | 2    |
| 1955 | Scuderia Ferrari          | Ferrari 625      | Ferrari Straight-4  | ARG 3 | MON | 500 | BEL | NIZ | VB      |         |         |       | 21. | 1.33 |
| 1955 | Scuderia Ferrari          | Ferrari 555      | Ferrari Straight-4  |       |     |     |     |     |         | ITA 6   |         |       | 21. | 1.33 |
| 1956 | Scuderia Guastalla        | Maserati 250F    | Maserati Straight-6 | ARG   | MON | 500 | BEL | FRA | VB Ret  |         |         |       | -   | 0    |
| 1956 | Officine Alfieri Maserati | Maserati 250F    | Maserati Straight-6 |       |     |     |     |     |         | NEM Ret | ITA Ret |       | -   | 0    |
| 1957 | Dr Ing F Porsche KG       | Porsche 550RS F2 | Porsche Flat-4      | ARG   | MON | 500 | FRA | VB  | NEM Ret | PES     | ITA     |       | -   | 0    |